# James Mercer (Politiker)

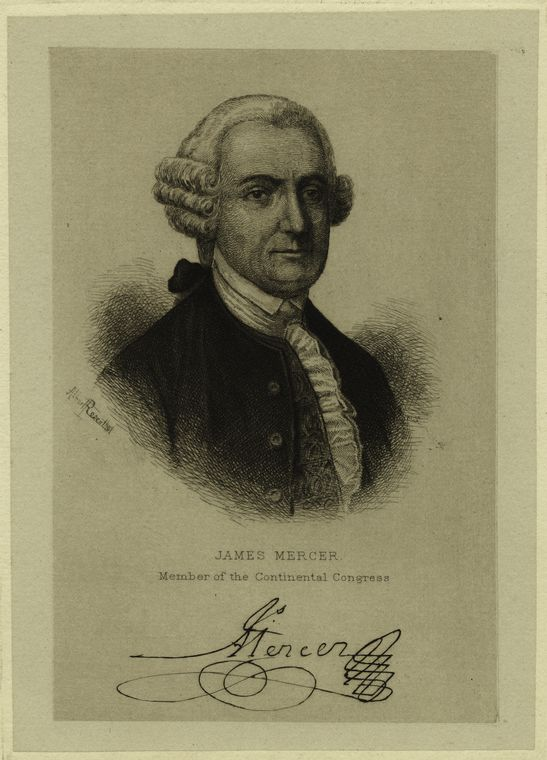
James Mercer

James Mercer (* 26. Februar 1736 im Stafford County, Colony of Virginia; † 31. Oktober 1793 in Richmond, Virginia) war ein US-amerikanischer Jurist und Politiker. Im Jahr 1779 war er Delegierter für Virginia im Kontinentalkongress.

## Werdegang
James Mercer war der ältere Bruder des Kongressabgeordneten und Gouverneurs John Francis Mercer (1759–1821). Ein weiterer Bruder namens George (1733–1784) war ein britischer Offizier während des Siebenjährigen Krieges. Sein Neffe war Charles F. Mercer (1778–1858), der Virginia im  Repräsentantenhaus der Vereinigten Staaten vertrat. Sein Vater war John Mercer (1704–1768).
Mercer genoss zunächst eine private Erziehung und absolvierte danach das College of William & Mary. Wie sein Bruder George diente er während des Siebenjährigen Krieges als britischer Offizier. Dabei war er Kommandeur von Fort Loudoun nahe Winchester. Nach einem anschließenden Jurastudium und seiner Zulassung als Rechtsanwalt begann er in diesem Beruf zu arbeiten. Er schlug noch während der Kolonialzeit eine politische Laufbahn ein. Zwischen 1762 und 1775 saß er im kolonialen Abgeordnetenhaus (House of Burgesses). In den 1770er Jahren schloss er sich der Revolutionsbewegung an. In den Jahren 1774, 1775, und 1776 war er Mitglied mehrerer revolutionärer Versammlungen in Virginia. Außerdem gehörte er 1775 und 1776 dem dortigen Sicherheitsausschuss an. Im Mai 1776 war er auch Delegierter auf dem Verfassungskonvent des künftigen Staates Virginia, den er 1779 im Kontinentalkongress vertrat. Von 1779 bis 1789 war Mercer Richter am General Court of Virginia. Danach war er bis zu seinem Tod Richter am Virginia Court of Appeals. Dort unterstützte er in Fällen wie Commonwealth v. Caton das Judicial Review. Zwischen 1786 und 1790 fungierte er zudem noch als Kurator und Präsident der Fredericksburg Academy. James Mercer starb am 31. Oktober 1793 in Richmond.